# 20 novembre
Il 20 novembre è il 324º giorno del calendario gregoriano (il 325º negli anni bisestili). Mancano 41 giorni alla fine dell'anno.

## Eventi
- 284 – Sale al potere l'imperatore romano Diocleziano
- 1183 – Baldovino V di Gerusalemme viene incoronato re di Gerusalemme
- 1272 – A seguito della morte di Enrico III d'Inghilterra, avvenuta il 16 novembre, suo figlio Principe Edoardo diventa re di Inghilterra
- 1407 – Una tregua solenne tra Giovanni, duca di Borgogna, e Luigi I di Valois-Orléans, duca di Orléans, viene concordata sotto gli auspici di Giovanni di Valois, duca di Berry. Luigi di Valois verrà assassinato tre giorni dopo da Giovanni di Borgogna
- 1441 – La pace di Cremona, a seguito della vittoriosa impresa veneziana di logistica e ingegneria militare delle Galeas per montes, mette fine alla guerra iniziata nel 1425 fra la Repubblica di Venezia e il Ducato di Milano
- 1468 – Tirant lo Blanc, il libro di Joanot Martorell, viene pubblicato per la prima volta
- 1492 – Ercole I d'Este accoglie a Ferrara gli Ebrei esuli cacciati dalla Spagna
- 1542 – Vengono promulgate le Leggi nuove
- 1656  – Viene firmato il Trattato di Labiau tra il re di Svezia Carlo X e il principe del Brandeburgo Federico Guglielmo I di Hohenzollern. Il trattato di alleanza sancisce che in caso di vittoria della guerra contro la Polonia-Lituania di re Giovanni II Casimiro, la Prussia, ora vassallo della Polonia-Lituania, sarebbe stata annessa al Brandeburgo, come poi avvenne
- 1789 – Il New Jersey diventa il primo Stato degli USA a ratificare la Dichiarazione dei Diritti
- 1820 – Una balena attacca la Essex (una baleniera di Nantucket, Massachusetts) a quasi 4.000 chilometri dalla costa occidentale del Sud America (Moby Dick, il romanzo del 1851 di Herman Melville, fu in parte ispirato a questa vicenda)
- 1870 – Italia: si svolgono le elezioni politiche generali per la XIIª legislatura
- 1910 – Rivoluzione messicana: Francisco Madero tramite il Piano di San Luis Potosí denuncia il presidente Porfirio Díaz e incita alla rivoluzione per rovesciare il governo messicano
- 1917
  - L'Ucraina viene dichiarata una repubblica
  - Prima guerra mondiale: inizia la battaglia di Cambrai – le truppe britanniche compiono iniziali progressi nell'attaccare le posizioni tedesche ma vengono poi respinte
- 1940 – Seconda guerra mondiale: l'Ungheria si unisce alle Potenze dell'Asse
- 1943 – Seconda guerra mondiale: inizia la battaglia di Tarawa – i Marines statunitensi sbarcano a Tarawa e Makin, atolli delle Isole Gilbert, sotto il fuoco incessante delle batterie costiere giapponesi
- 1945 – Inizia il Processo di Norimberga contro 24 criminali di guerra nazisti della seconda guerra mondiale
- 1947
  - La principessa Elisabetta sposa il tenente Philip Mountbatten nell'Abbazia di Westminster a Londra
  - Vaticano: papa Pio XII pubblica l'enciclica Mediator Dei sulla sacra liturgia
- 1959
  - L'Assemblea generale delle Nazioni Unite approva la Dichiarazione dei diritti del fanciullo
- 1962 – Fine della Crisi dei missili di Cuba: in risposta alla decisione sovietica di rimuovere i suoi missili da Cuba, il presidente statunitense John F. Kennedy cessa il blocco navale sulla nazione caraibica
- 1966 – Il musical Cabaret debutta all'Imperial Theatre di New York
- 1969 – Guerra del Vietnam: il Cleveland Plain Dealer pubblica foto esplicite dei civili morti nel Massacro di My Lai in Vietnam
- 1974 – Il Dipartimento della giustizia degli Stati Uniti depone la definitiva causa per antitrust contro la AT&T. Questa produrrà in seguito la divisione dalla AT&T della Bell System
- 1975 – Spagna: Juan Carlos di Borbone diventa capo dello Stato provvisorio
- 1979 – La Mecca: sequestro della Grande Moschea da parte di radicali Wahabiti contro la politica semi laica dei regnanti sauditi.
- 1983 – Una stima di 100 milioni di persone vedono il controverso film televisivo The Day After - Il giorno dopo, che narra dell'inizio di una guerra nucleare
- 1985 - Viene messo in commercio Windows 1.0, la prima versione del celebre sistema operativo Windows
- 1989
  - L'Assemblea generale delle Nazioni Unite approva la Convenzione internazionale sui diritti dell'infanzia, che entrerà in vigore il 2 settembre 1990
  - Rivoluzione di velluto: il numero di pacifici dimostranti radunati a Praga, in Cecoslovacchia, passa dai 200.000 del giorno precedente a circa mezzo milione
- 1992 – Incendio del castello di Windsor. In Inghilterra un incendio scoppia nella cappella privata del castello di Windsor, divampa per 15 ore e danneggia gravemente la parte nordoccidentale dell'edificio (l'indagine appurerà che il fuoco venne innescato da un riflettore venuto a contatto con una tenda per un lungo periodo di tempo)
- 1994 – Il governo angolano e i ribelli dell'UNITA firmano il Protocollo di Lusaka in Zambia, ponendo fine a 19 anni di guerra civile (nel 1995 ripresero dei combattimenti localizzati)
- 1995 – Javier Solana conclude i negoziati per un trattato di associazione tra Unione europea e Stato d'Israele, che viene firmato a Bruxelles da Javier Solana per l'UE e da Shimon Peres per Israele. Il tutto avviene poco dopo l'uccisione di Yitzhak Rabin il 4 novembre
- 1998
  - Una corte dell'Afghanistan controllato dai Talebani dichiara Osama bin Laden "un uomo senza peccato" in relazione agli attentati alle ambasciate USA in Kenya e Tanzania
  - Viene lanciato il primo modulo della Stazione Spaziale Internazionale
- 2003
  - Diverse bombe esplose a Istanbul (Turchia) distruggono gli uffici della HSBC Holdings e il consolato britannico
  - Michael Jackson viene arrestato dalla polizia con l'accusa di molestie su minori, accusa che comporta una pena di otto anni di carcere
  - Proteste contro la Free Trade Area of the Americas a Miami
- 2004 – Esce nelle sale cinematografiche giapponesi Il castello errante di Howl, nono lungometraggio di Hayao Miyazaki
- 2007
  - Francesco Rutelli, quale Ministro dei Beni Culturali ed ex Sindaco di Roma, annuncia il ritrovamento del Lupercale sotto il Colle Palatino, avvenuto durante alcuni scavi archeologici
  - Viene reso noto che i Savoia, con una lettera inviata dai loro legali i primi di novembre al presidente della Repubblica Giorgio Napolitano e al presidente del Consiglio Romano Prodi, chiedono un risarcimento di circa 260 milioni di euro per l'esilio
- 2015 – Un attentato terroristico in un hotel di Bamako, capitale del Mali, causa 27 morti

## Nati
Ci sono circa 1 060 voci su persone nate il 20 novembre; vedi la pagina Nati il 20 novembre per un elenco descrittivo o la categoria Nati il 20 novembre per un indice alfabetico.

## Morti
Ci sono circa 500 voci su persone morte il 20 novembre; vedi la pagina Morti il 20 novembre per un elenco descrittivo o la categoria Morti il 20 novembre per un indice alfabetico.

## Feste e ricorrenze

### Civili
Internazionali:
- Giornata internazionale per i diritti dell'infanzia e dell'adolescenza
- Transgender Day of Remembrance

Nazionali:
- Brasile - Zumby Day (Giorno della consapevolezza nera)

### Religiose
Cristianesimo:
- Santi Avventore, Ottavio e Solutore, martiri
- San Basilio di Antiochia, martire
- San Bernerio di Eboli, eremita
- San Bernoardo di Hildesheim, vescovo
- San Cipriano di Calamizzi, abate
- San Crispino di Ecija, vescovo e martire
- San Dasio martire
- San Doro da Benevento, vescovo
- Sant'Edmondo dell'Anglia orientale, re e martire
- San Francesco Saverio Can, martire
- San Gregorio il Decapolita, monaco
- Sant'Ippolito di Condat, vescovo
- San José Sánchez del Rio, martire laico
- San Silvestro di Chalon-sur-Saone, vescovo
- San Simplicio, vescovo di Verona[1]
- San Teonesto martire a Vercelli
- Sant'Agapio di Cesarea
- Beato Ambrogio Traversari, monaco
- Beate Angela di San Giuseppe e 14 compagne, martiri
- Beata Clelia Merloni, vergine
- Beata Maria dei Miracoli (Milagros Ortelles Gimeno), vergine e martire
- Beata Maria Fortunata Viti, religiosa

Wicca:
- 2006 – Luna della neve